# Kリーグオールスター戦
Kリーグオールスター戦（K리그 올스타전）は、1991年から2007年まで行われていた韓国のプロサッカーリーグ・Kリーグのオールスターゲームである。

## オールスターゲーム
シーズンの日程が終了した後に開催された1991年と1997年以外は、シーズンの中頃に開催された。
1991年と1992年は前年のリーグ戦での各クラブの順位により青軍と白軍に分けられた。1995年と1997年は韓国人選手選抜の青軍（1997年は青龍）と外国籍選手選抜の白軍（同・白虎）が対戦する形式が採られた。1998年からは各クラブの所在地から中部チームと南部チームに分けられるようになり、以後2007年までこの形式で続いた。

## その後
2008年からは2年間はKリーグとJリーグのオールスターチームが対戦するJOMO CUPが行われていた。
2010年はスペインのFCバルセロナのアジア遠征に合わせ、Kリーグ選抜が対戦した。
2011年はKリーグ八百長事件の影響で開催を中止、代わりにKリーグ選手による合同ボランティア活動が行われた。
2012年はワールドカップ日韓大会から10周年を迎えたことを記念し、この大会に韓国代表として出場した選手を中心とした「TEAM 2002」（監督：フース・ヒディンク）と現在のKリーグ所属選手から選抜された「TEAM 2012」が対戦。なおこの試合は35分ハーフで行なわれた。
2013年はKリーグが2部化されたことを記念して、1部の「Kリーグクラシック」対2部の「Kリーグチャレンジ」の対決を行なった（チャレンジ側にはゲストプレーヤーとして3名の元Kリーグ・現海外クラブ所属選手が参加）。
2014年は元韓国代表の朴智星の引退試合を兼ねて「チームKリーグ」対「チーム朴智星」の対決で行われた。
2015年は韓国代表監督のウリ・シュティーリケ率いる「チームシュテューリケ」対全北現代モータース監督（元韓国代表監督）の崔康熙率いる「チーム崔康熙」として行われた。
2016年は全北現代の八百長事件の影響で開催を中止。

## 歴代のスコアテーブル
| 年月日         | チーム1            | スコア | チーム2          | MVP（所属クラブ）          | 試合会場                   |
| -------------- | ------------------ | ------ | ---------------- | -------------------------- | -------------------------- |
| 1991年11月10日 | 青軍               | 3 - 1  | 白軍             | 李咏眞（安養）             | 東大門運動場               |
| 1992年7月22日  | 青軍               | 0 - 2  | 白軍             | 金鉉錫（蔚山）             | 東大門運動場               |
| 1995年8月7日   | 青軍               | 1 - 0  | 白軍             | 盧相來（全南）             | 釜山九徳競技場             |
| 1997年11月30日 | 青龍               | 2 - 1  | 白虎             | 金奉吉（全南）             | 光陽専用球技場             |
| 1998年8月16日  | 中部               | 2 - 6  | 南部             | 李東国（浦項）             | 蚕室オリンピック競技場     |
| 1999年8月15日  | 南部               | 3 - 7  | 中部             | 郭慶根（富川）             | 蚕室オリンピック競技場     |
| 2000年8月15日  | 中部               | 2 - 3  | 南部             | 金秉址（蔚山）             | 蚕室オリンピック競技場     |
| 2001年8月5日   | 中部               | 1 - 2  | 南部             | 李東国（浦項）             | 水原ワールドカップ競技場   |
| 2002年8月15日  | 中部               | 6 - 1  | 南部             | サーシャ（城南）           | ソウルワールドカップ競技場 |
| 2003年8月15日  | 中部               | 1 - 4  | 南部             | 李東国（光州）             | ソウルワールドカップ競技場 |
| 2004年7月4日   | 中部               | 4 - 2  | 南部             | 金殷中（ソウル）           | 大田ワールドカップ競技場   |
| 2005年8月21日  | 中部               | 2 - 3  | 南部             | 朴主永（ソウル）           | ソウルワールドカップ競技場 |
| 2006年8月20日  | 中部               | 10 - 6 | 南部             | ラドンチッチ（仁川）       | 仁川ワールドカップ競技場   |
| 2007年8月4日   | 中部               | 5 - 2  | 南部             | デニウソン（大田）         | ソウルワールドカップ競技場 |
| 2010年8月4日   | Kリーグ選抜        | 2 - 5  | バルセロナ       | メッシ（バルセロナ）       | ソウルワールドカップ競技場 |
| 2012年7月5日   | TEAM 2002          | 3 - 6  | TEAM 2012        | 李東国（全北現代）         | ソウルワールドカップ競技場 |
| 2013年6月21日  | TEAMクラシック     | 3 - 3  | TEAMチャレンジ   | 具滋哲（FCアウクスブルク） | ソウルワールドカップ競技場 |
| 2014年7月25日  | TEAMKリーグ        | 6 - 6  | TEAM朴智星       | 朴智星（前PSV）            | ソウルワールドカップ競技場 |
| 2015年7月17日  | TEAMシュテューリケ | 3 - 3  | TEAM崔康熙       | 廉基勳（水原三星）         | 安山ワースタジアム         |
| 2017年7月29日  | Kリーグ選抜        | 0 - 1  | ベトナム（U-22） |                            | ミーディン国立競技場       |
| 2019年7月26日  | Kリーグ選抜        | 1 - 1  | ユベントス       |                            | ソウルワールドカップ競技場 |